# Une fois que tu es né
Pour plus de détails, voir Fiche technique et Distribution.
Une fois que tu es né (Quando sei nato non puoi più nasconderti, traduction : Une fois né, tu ne peux plus te cacher) est un film franco-britannico-italien réalisé par Marco Tullio Giordana, sorti le 13 mai 2005.

## Synopsis
Sandro (Matteo Gadola) est un jeune garçon d'une douzaine d'années, enfant unique d'une famille unie, du nord industriel de l'Italie, Brescia. Un jour, alors qu'il se rend à l'école, il tombe nez à nez avec un immigré africain à qui il indique que la cabine téléphonique de laquelle il cherche à appeler est hors service. L'Africain manifeste sa détresse en lui disant (lui criant) des mots dans sa langue avant de se faire arrêter par la police. Dès ce jour, Sandro commence à se poser des questions. 
Son père, Bruno (Alessio Boni), est le patron d'une usine, sa mère Lucia (Michela Cescon) en est la secrétaire. Très proches de leurs employés, ils ont dans leur entreprise des ouvriers de multiples nationalités, dont des Africains. Sandro, qui les connaît tous, mène son enquête, mais personne ne parle la langue de cet inconnu.
Pour les vacances Sandro part en Grèce en compagnie de son père et d'un ami de son père, Popi (Rodolfo Corsato), sur un voilier. Le voyage débute et dans la nuit Sandro croit entendre un bruit sur le pont. Il s'y rend, le voilier prend une vague qui le fait tomber en mer. Son père et Popi, dans l'habitacle en train d'écouter la météo, n'entendent pas Sandro tomber à l'eau et appeler à l'aide. Le voilier s'éloigne et voilà Sandro seul dans la nuit, au milieu de nulle part dans la mer. Quand son père Bruno s'aperçoit de sa disparition, il fait demi-tour… il est trop tard, le voilier a pris beaucoup de distance. Au bout de quelques heures, Sandro, s'étant résigné à son triste sort, commence à couler… c'est alors que Radu (Vlad Alexandru Toma) le ramène à la surface...
Radu est un immigré roumain qui arrive avec sa sœur Alina (Ester Hazan) en Italie à bord d'une embarcation clandestine. Sandro vit donc cette aventure en compagnie de nombreuses personnes qui vont devenir ses amis.
Avant d'arriver en Italie, les deux passeurs s'enfuient à bord d'un canot Zodiac, laissant toutes les personnes sur le bateau en très mauvais état. Trois jours plus tard, les garde-côtes italiens arrivent et prennent en charge ces hommes et ces femmes. Sandro signale qu'il est Italien et la police comprend alors qu'il est le petit qui était tombé à l'eau…

## Fiche technique
- Titre : Une fois que tu es né
- Titre original : Quando sei nato non puoi più nasconderti
- Réalisation : Marco Tullio Giordana
- Scénario : Marco Tullio Giordana, Sandro Petraglia et Stefano Rulli, d'après le livre d'enquête de Maria Pace Ottieri : Une fois que tu es né, tu ne peux plus te cacher, Xénia éditeur[1]
- Musique : Lula Sarchioni
- Photographie : Roberto Forza
- Montage : Roberto Missiroli
- Décors : Giancarlo Basili
- Production : Marco Chimenz, Fabio Conversi, Giovanni Stabilini, Riccardo Tozzi, Terence S. Potter et Jacqueline Quella
- Pays d'origine :  Italie /  France /  Royaume-Uni
- Format : couleur - 2,35:1 - Dolby Digital - 35 mm
- Genre : drame
- Durée : 115 minutes
- Dates de sortie :
  - Italie : 13 mai 2005
  - France : 14 décembre 2005
  - Belgique : 26 avril 2006

## Distribution
- Alessio Boni : Bruno
- Michela Cescon : Lucia
- Rodolfo Corsato : Popi
- Matteo Gadola : Sandro
- Ester Hazan : Alina
- Vlad Alexandru Toma : Radu
- Marcello Prayer : Tore
- Giovanni Martorana : Barracano
- Simona Solder : Maura
- Andrea Tidona : Père Celso
- Fuschia Sumner : Diana
- Adriana Asti

## Distinctions
- Prix François Chalais
- Sélection officielle au festival de Cannes 2005, en compétition.